# Walter Pati
Walter Pati (ur. 31 marca 2002 roku w Pago Pago) – piłkarz pochodzący z Samoa Amerykańskiego. Reprezentant seniorskiej drużyny Samoa Amerykańskiego.

## Kariera klubowa
Walter Pati jest wychowankiem drużyny Royal Puma. W 2018 roku dołączył do drużyny Pago Youth FC, z którą dwukrotnie zdobył mistrzostwo kraju. W edycji 2019 Ligi Mistrzów Oceanii wpisał się na listę strzelców w meczu z Tupapa FC.

## Kariera reprezentacyjna
Walter Pati reprezentował ekipę Samoa Amerykańskiego w kategorii U-23, U-20 i U-17. W seniorskiej reprezentacji zadebiutował 8 lipca 2019 roku w przegranym 0:5 meczu z Nową Kaledonią w ramach Igrzysk Pacyfiku. W turnieju tym również strzelił swojego jedynego gola dla drużyny, którą reprezentuje. Było to w spotkaniu z Tuvalu.

## Bramki w reprezentacji
| Nr | Data          | Obiekt      | Przeciwnik | Bramka na | Rezultat | Zawody            |
| -- | ------------- | ----------- | ---------- | --------- | -------- | ----------------- |
| 1. | 12 lipca 2019 | Apia, Samoa | Tuvalu     | 1–1       | 1–1      | Igrzyska Pacyfiku |